# 中澤桂
中澤 桂（なかざわ かつら、1933年（昭和8年）11月23日 - 2016年（平成28年）1月10日）は、日本の声楽家（ソプラノ）、音楽教育者。東京二期会元会員（理事）、東京音楽大学名誉教授。
名前は「中沢桂」と表記されることが多く、昭和音楽大学オペラ情報センターの記録では、「中澤桂」＝9件、「中沢桂」＝67件となっている。

## 経歴
満洲（中国東北部）ハルビン市生まれ。新潟県立長岡女子高等学校卒業。1956年（昭和31年）東京芸術大学中退。二期会研修所修了。城多又兵衛、柴田睦陸、長門美保に師事。
1959年（昭和34年）長門美保歌劇団ドヴォルザーク『ルサルカ』の日本初演において主役「ルサルカ」役でオペラデビュー。1960年（昭和35年）横浜労音 ヴェルディ『リゴレット』ジルダを好演し、一躍人気歌手となった。二期会を中心に数多くのオペラで活躍。モーツアルト『魔笛』夜の女王、『ドン・ジョヴァンニ』ドンナ・アンア、マスカーニ『カヴァレリア・ルスティカーナ』サントゥッツァ等を歌う。日本オペラにおいても、清水脩『修善寺物語』楓、三木稔『春琴抄』鵙屋春琴などに繰り返し取り組み、とりわけ團伊玖磨『夕鶴』つうは当たり役で、日本を代表するソプラノ歌手の一人として国際的に知られた。
コンサートシンガーとしても、全国各地でのリサイタルや、ベートーヴェン『第九』、ヘンデル『メサイア』等でのオーケストラ共演等で活躍し、オラトリオや宗教曲でも一時代を築いた。レコーディングにおいても、歌曲を主にきわめて多数の録音を残している。
音楽教育にも力を注ぎ、東京音楽大学教授として数多くの後進の育成にあたった。東京音楽大学の声楽専攻は、全員が3年次の「日本歌曲試演会」でこれまで大学で学習してきた成果を披露することになっており、この伝統は2019年（令和元年）7月30日時点で25年続いているが、始まったきっかけは中澤桂が「日本人として日本語による歌を歌えないと」と声を上げたことによるのだという。また「長岡が誇る世界的歌手」として郷里の音楽文化振興にも貢献した。
2016年（平成28年）1月10日急性呼吸不全のため死去。82歳没。告別式は新潟市で執り行われた。喪主は養女で国立音楽大学新潟県同調会会長、2018年（平成30年）7月1日付で国際ソロプチミストアメリカ東リジョンのガバナーに就任した石本陽子。石本の夫は新潟市稲門会顧問で石本金属株式会社代表取締役の石本隆太郎。

## 親族
- 堺時雄 - 伯父、写真家。
- 若松栄一 - 従兄、医師、厚生技官。

## 主な受賞歴
- 1960年（昭和35年）プラハの春国際音楽コンクール3位[1]
- 1976年（昭和51年）チェコスロヴァキア共和国（当時）スメタナ賞[13]
- 1977年度（昭和52年度）ウィンナーワルド・オペラ賞大賞[1]
- 1992年（平成4年）第22回モービル音楽賞[3]

## 楽界活動
- 日本音楽コンクール（声楽部門）審査員[14]
- 全日本おかあさんコーラス大会 全国大会選考委員[15]
- イタリア声楽コンコルソ審査員[16]
- 旭川雪の降る街を音楽祭 中田喜直記念コンクール審査員[17]
- 公益財団法人長岡市芸術文化振興財団主催による長岡リリックホール「響きあう歌声」事業プロデュース[10]

## 主なディスコグラフィー
- CD 日本抒情歌曲集 1996/9/25 フォンテック
- CD2枚組 歌劇「沖縄」2015/11/25 音楽センター
- CD 落葉松－小林秀雄:歌曲/ピアノ曲集 2003/6/21 フォンテック
- CD 日本の名歌を歌う － 椰子の実/浜辺の歌 1988/7/21 ビクターエンタテインメント
- CD 決定版 日本の歌曲 1988/10/21 ビクターエンタテインメント
- CD 決定版 世界の愛唱歌 オムニバス 1987/11/1 ビクターエンタテインメント
- CD 信時潔歌曲集 オムニバス 1995/6/21 ビクターエンタテインメント
- CD2枚組 山田耕筰 歌曲集 オムニバス 1994/12/16 ビクターエンタテインメント
- CD2枚組 山田耕筰没後50年特別企画『山田耕筰 歌曲集』オムニバス 2015/10/21 ビクターエンタテインメント
- CD みんなの童謡 －赤とんぼ － オムニバス 2008/1/25 NHKエンタープライズ
- CD2枚組 日本のうた 90年の系譜 オムニバス 1992/9/21 ソニー・ミュージックレコーズ
- CD にほんのうた 心のうた 日本の歌曲ベスト 早春賦／日本の歌曲ベスト オムニバス 1988/3/2 ビクターエンタテインメント
- CD にほんのうた 心のうた 日本の歌曲ベスト 椰子の実／日本の歌曲ベスト オムニバス 1988/3/2 ビクターエンタテインメント
- CD4枚組 ベスト・オブ・ベスト 日本の名歌 オムニバス 2006/9/21 ビクターエンタテインメント
- CD4枚組 ベスト・オブ・ベスト 世界の愛唱歌 オムニバス 2007/9/21 ビクターエンタテインメント
- CD ローレライ/世界の愛唱歌 オムニバス 1991/11/25 ビクターエンタテインメント
- CD 〈COLEZO!〉日本の名歌ベスト オムニバス 2005/3/9 ビクターエンタテインメント
- CD 〈COLEZO!〉世界の愛唱歌ベスト－ローレライ サンタ・ルチア オムニバス 2005/3/9 ビクターエンタテインメント
- CD [NEW BEST ONE]浜辺の歌◎日本のうた 名曲選 限定版 オムニバス 2004/5/21 ビクターエンタテインメント
- CD 歌いつがれる童謡・愛唱歌ベスト オムニバス 1993/4/21 ビクターエンタテインメント
- CD 世界の愛唱歌セレクション20 オムニバス ビクター
- CD2枚組 マーラー:交響曲第8番 『千人の交響曲』/フォーレ 『レクイエム 』 2008/11/5 ソニー・ミュージックジャパンインターナショナル
- CD8枚組 NHK名曲アルバム 世界の愛唱歌 2014/8/22 NHKサービスセンター
- CD NHK名曲アルバム エッセンシャルシリーズ28 庭の千草 イギリス(3) オムニバス 2006/10/4 キングレコード
- CD2枚組 山田一雄 の芸術 －マーラー:交響曲第2番 『復活』2007/9/5 ビクターエンタテインメント
- CD ベートーヴェン:交響曲第9番 マタチッチ N響 2006/11/22 キングレコード
- CD ブルックナー:ミサ曲へ短調WAB.28【原典版】朝比奈隆 2008/6/25 ビクターエンタテインメント
- CD3枚組 柴田南雄の音楽 オムニバス 2008/5/16 ビクターエンタテインメント
- CD オペラ・アリア集 オムニバス 1988/7/21 ビクターエンタテインメント
- CD 日本の声楽・コンポーザーシリーズ 5 オムニバス 1997/11/27 ビクターエンタテインメント
- CD 60代－70代－80代の方々へ オムニバス 1996/6/21 ビクターエンタテインメント
- CD 音楽健康法 創造力を高める音楽 オムニバス 1995/4/1 ビクターエンタテインメント
- CD3枚組 小学生の音楽鑑賞 6年生 オムニバス 2002/4/1 ビクターエンタテインメント